# Wülpen
Wülpen ist ein Ortsteil der Ortschaft Tucheim der Stadt Genthin im Landkreis Jerichower Land in Sachsen-Anhalt.

## Geografie
Südlich von Tucheim liegt der kleine Ortsteil Wülpen und westlich von Wülpen liegt Genthin. Durch Wülpen verläuft die Kreisstraße 1212 von Tucheim nach Magdeburgerforth. Die nächstgelegene Autobahnanschlussstelle ist Ziesar/Schopsdorf. 
Im Süden verläuft das waldreiche Landschaftsschutzgebiet Möckern-Magdeburgerforth.

## Geschichte
Am 1. Juli 2009 hörte Tucheim auf als selbständige Gemeinde auf zu existieren und wurde eine Ortschaft von Genthin, damit wurde auch der Ortsteil Wülpen von der Stadt Genthin mit eingemeindet.

## Quelle
- Ortschaften mit Ortsteile der Stadt Genthin, abgerufen am 26. Juni 2017